# Route nationale 401
Pour les articles homonymes, voir Route 401.
La route nationale 401, ou RN 401, était une route nationale française, déclassée en RD 940, reliant la RN 1 à l'A1 sur le territoire de la commune de Saint-Denis.
Avant la réforme de 1972, elle reliait Saint-Dizier à Bar-le-Duc et Petit-Rumont à Chambley-Bussières. À la suite de cette réforme, elle a été déclassée en RD 901 entre Petit-Rumont et Chambley-Bussières alors que la section entre Saint-Dizier et Bar-le-Duc était renumérotée RN 35. Entre Bar-le-Duc et Petit-Rumont, le tracé de la RN 401 était commun avec la Voie Sacrée et ce tronçon était immatriculé RN VS.
Voir le tracé de la RN401 sur GoogleMaps

## Ancien tracé de Saint-Dizier à Chambley-Bussières

### Ancien tracé de Saint-Dizier à Bar-le-Duc (N 35)
- Saint-Dizier (km 0)
- Bettancourt-la-Ferrée (km 3)
- Chancenay (km 4)
- Saudrupt (km 12)
- Brillon-en-Barrois (km 14)
- Combles-en-Barrois (km 19)
- Bar-le-Duc (km 24)

### Ancien tracé de Petit-Rumont à Saint-Mihiel (D 901)
- Petit-Rumont (km 36)
- Villotte-sur-Aire (km 43)
- Rupt-devant-Saint-Mihiel (km 48)
- Fresnes-au-Mont (km 51)
- Chauvoncourt (km 57)
- Saint-Mihiel (km 59)

### Ancien tracé de Saint-Mihiel à Chambley-Bussières (D 901)
- Saint-Mihiel (km 59)
- Chaillon (km 69)
- Creuë (km 70)
- Vigneulles-lès-Hattonchâtel (km 81)
- Saint-Benoît-en-Woëvre (km 76)
- Dampvitoux (km 87)
- Champs, commune d'Hagéville (km 89)
- Chambley-Bussières (km 92)